# Literna
Literna (лат.) — род цикадовых из семейства церкопиды (Cercopidae). Известно около 25 видов. Африка и Мадагаскар.

## Этимология
Название рода происходит от слова Liternum, древнего города в Кампании, на юге центральной Италии.

## Описание
Мелкие цикадовые насекомые. От близких родов отличаются следующими признаками: вершина эдеагуса двурогая; самцы с широкой и короткой субгенитальной пластинкой; постклипеус не превышает передний край головы; эдеагус широкий, длина в 2 раза больше высоты пигофера. Тегмин относительно плоский; задний край пигофера прямой; латеральный край постклипеусной борозды без киля.

## Классификация
Известно около 25 видов. Род был впервые выделен в 1866 году Карлом Столем (1833—1878). Включён в состав трибы Rhinaulacini из подсемейства Cercopinae.
- Literna adonis  Linnavuori, 1973
- Literna altipeta Lallemand & Synave, 1952
- Literna ankaratrana Lallemand & Synave, 1954
- Literna callosa (Signoret, 1858)
- Literna callosipennis (Signoret, 1860)
- Literna fusca Lallemand, 1942
- Literna gracilis Lallemand, 1949
- Literna haglundi Schmidt, 1920
- Literna hovana Lallemand, 1949
- Literna intermedia Haglund, 1899
- Literna lacomblei Lallemand, 1920
- Literna laeviuscula Stål, 1866
- Literna limbata Schmidt, 1920
- Literna madegassa Lallemand, 1949
- Literna maura (Thunberg, 1822)
- Literna minuscula Jacobi, 1917
- Literna moheliensis  Synave, 1957
- Literna muscophila Lallemand & Synave, 1952
- Literna ochracea Jacobi, 1917
- Literna pauliani Lallemand & Synave, 1952
- Literna punctata Lallemand, 1949
- Literna rugosa (Fallou, 1890)
- Literna signata Jacobi, 1917
- Literna sylvicola Lallemand & Synave, 1952
- Literna tanalae Lallemand, 1920
- Literna tartemorion (Lallemand, 1920)
- Literna unifasciata Jacobi, 1921
- Literna vicina Lallemand, 1942
- Literna villiersi Lallemand, 1948